# Улица Рузского
У́лица Ру́зского — улица в Томске, от Алтайской улицы до переулка Плеханова.

## История
Сформировалась в XIX веке. В начале улицы в те времена протекала речка Игуменка, ныне исчезнувшая.
Происхождение первого названия (Колпашевский переулок) точно не выяснено, а современное дано в октябре 1964 года в честь профессора Томского университета М. Д. Рузского (1864—1948), жившего на этой улице.

## Известные жители
В доме N°9 с декабря 1935 года по октябрь 1937 года жил высланный в Томск философ Густав Шпет (мемориальная доска).